# Ihrenbach
Der Ihrenbach ist ein 15,9 km langer und linker Nebenfluss der Our im rheinland-pfälzischen Eifelkreis Bitburg-Prüm.

## Geographie

### Verlauf
Der Ihrenbach entspringt etwa ein Kilometer südwestlich von Laudesfeld, einem Ortsteil von Auw bei Prüm auf einer Höhe von 553 m ü. NHN. Die Quelle liegt zwischen einer namenlosen Kuppe im Norden (575,6 m ü. NHN) und einer im Süden (581 m ü. NHN) auf dem Gebiet der Ortsgemeinde Auw bei Prüm und etwa 1200 m nordöstlich der Grenze zu Belgien.
Der Ihrenbach fließt zunächst in südwestliche Richtung bis zur belgischen Grenze. Er markiert dann für fast zwei Kilometer die Grenze zwischen Deutschland und Belgien. Weiter in südliche Richtung fließend, passiert er Mützenich im Westen und Bleialf im Osten. Er ändert dann seine Richtung über West auf Nordwest, lässt Winterscheid im Norden und Großlangenfeld sowie Winterspelt im Süden.
Der Ihrenbach mündet nordwestlich von Ihren, einem Ortsteil von Winterspelt, auf 375 m ü. NHN in die von Norden kommende Our, die hier die Grenze zu Belgien markiert.

### Einzugsgebiet
Der Ihrenbach entwässert ein 28,2 km² großes Einzugsgebiet über Our, Sauer, Mosel und Rhein zur Nordsee.

### Zuflüsse
| Name                              | Lage   | Länge in km | EZG in km² | Mündungshöhe in m ü. NHN | Mündung Koordinaten             | GKZ        |
| --------------------------------- | ------ | ----------- | ---------- | ------------------------ | ------------------------------- | ---------- |
| Husbach                           | links0 | 0,233       | 0,636      | 500                      | nordwestlich von Radscheid ⊙    | 262638-112 |
| Leimbach                          | links0 | 0,732       | 0,721      | 479                      | westlich von Radscheid ⊙        | 262638-120 |
| Käschenbach                       | rechts | 0,867       | 0,896      | 469                      | westlich von Radscheid ⊙        | 262638-140 |
| Radenbornbach, auch Rodenbornbach | links0 | 0,780       | 0,481      | 461                      | nordöstlich Mützenich ⊙         | 262638-169 |
| Pilzenbach                        | rechts | 0,690       | 0,511      | 457                      | nordöstlich Mützenich ⊙         | 262638-172 |
| Archenbach                        | rechts | 0,970       | 0,701      | 456                      | östlich Mützenich ⊙             | 262638-180 |
| Baiersbach                        | rechts | 2,093       | 1,836      | 434                      | westlich Bleialf ⊙              | 262638-200 |
| Ahrbach, auch Arenbach            | links0 | 1,617       | 1,090      | 431                      | nahe der Winterscheider Mühle ⊙ | 262638-320 |
| Wormsbach                         | rechts | 0,564       | 0,628      | 425                      | östlich von Winterscheid ⊙      | 262638-340 |
| Kratzelborn                       | links0 | 0,315       | 0,188      | 413                      | nördlich Großlangenfeld ⊙       | 262638-360 |
| Taufenborn                        | rechts | 0,204       | 0,284      | 412                      | nordwestlich Großlangenfeld ⊙   | 262638-392 |
| Heltenbach                        | links0 | 3,603       | 4,935      | 409                      | nordwestlich Großlangenfeld ⊙   | 262638-400 |
| Dorbach                           | rechts | 0,761       | 1,063      | 409                      | nordwestlich Großlangenfeld ⊙   | 262638-520 |
| Fehlborn                          | rechts | 0,466       | 0,301      | 398                      | nordöstlich Winterspelt ⊙       | 262638-532 |
| Schwarzenbach                     | links0 | 0,872       | 1,096      | 397                      | nördlich Winterspelt ⊙          | 262638-540 |
| Hengsbach                         | rechts | 3,021       | 2,471      | 391                      | nördlich Winterspelt ⊙          | 262638-600 |

Anmerkungen zur Tabelle
1. ↑  Die Gewässerdaten stammen vom GeoExplorer der Wasserwirtschaftsverwaltung Rheinland-Pfalz (Hinweise), die geographischen Daten vom Kartendienst des Landschaftsinformationssystems der Naturschutzverwaltung Rheinland-Pfalz (LANIS-Karte) (Hinweise).
2. ↑  Gewässerkennzahl, in Deutschland die amtliche Fließgewässerkennziffer mit zur besseren Lesbarkeit eingefügtem Trenner hinter dem Präfix, das einheitlich für den allen gemeinsamen Vorfluter Ihrenbach steht.